# 二田駅
二田駅（ふただえき）は、秋田県潟上市天王字上江川にある、東日本旅客鉄道（JR東日本）男鹿線の駅である。

## 概要
旧天王町役場が、分庁舎方式となっていた当時の潟上市役所の本庁舎扱いとされていたこともあり、JTB時刻表では、潟上市の代表駅となっている。ただし、2015年（平成27年）5月7日に、分庁舎形式を廃止して新築設置された現在の潟上市役所は、当駅から一つ秋田駅寄りの上二田駅が最寄り駅となっている。

## 歴史
- 1913年（大正2年）11月9日：国有鉄道の駅として南秋田郡天王村に開業[2]。
- 1970年（昭和55年）10月1日：貨物の取り扱いを廃止[2]。
- 1984年（昭和59年）2月1日：荷物扱いを廃止[2]。
- 1987年（昭和62年）4月1日：国鉄分割民営化により、JR東日本の駅となる[2]。
- 1994年（平成6年）10月：駅舎を改築。
- 2010年（平成22年）4月1日：追分駅から土崎駅に管理駅が変更となる。
- 2023年（令和5年）5月27日：ICカード「Suica」の利用が可能となる[3][4]。
- 2024年（令和6年）10月1日：えきねっとQチケのサービスを開始[1][5]。

## 駅構造
島式ホーム1面2線を有する地上駅である。駅舎とホームは跨線橋で連絡している。
潟上市が受託する簡易委託駅であり、土崎駅が管理を行っている。また、簡易Suica改札機が設置されている。

### のりば
| 番線 | 路線    | 方向 | 行先     |
| ---- | ------- | ---- | -------- |
| 1    | ■男鹿線 | 上り | 秋田方面 |
| 2    | ■男鹿線 | 下り | 男鹿方面 |

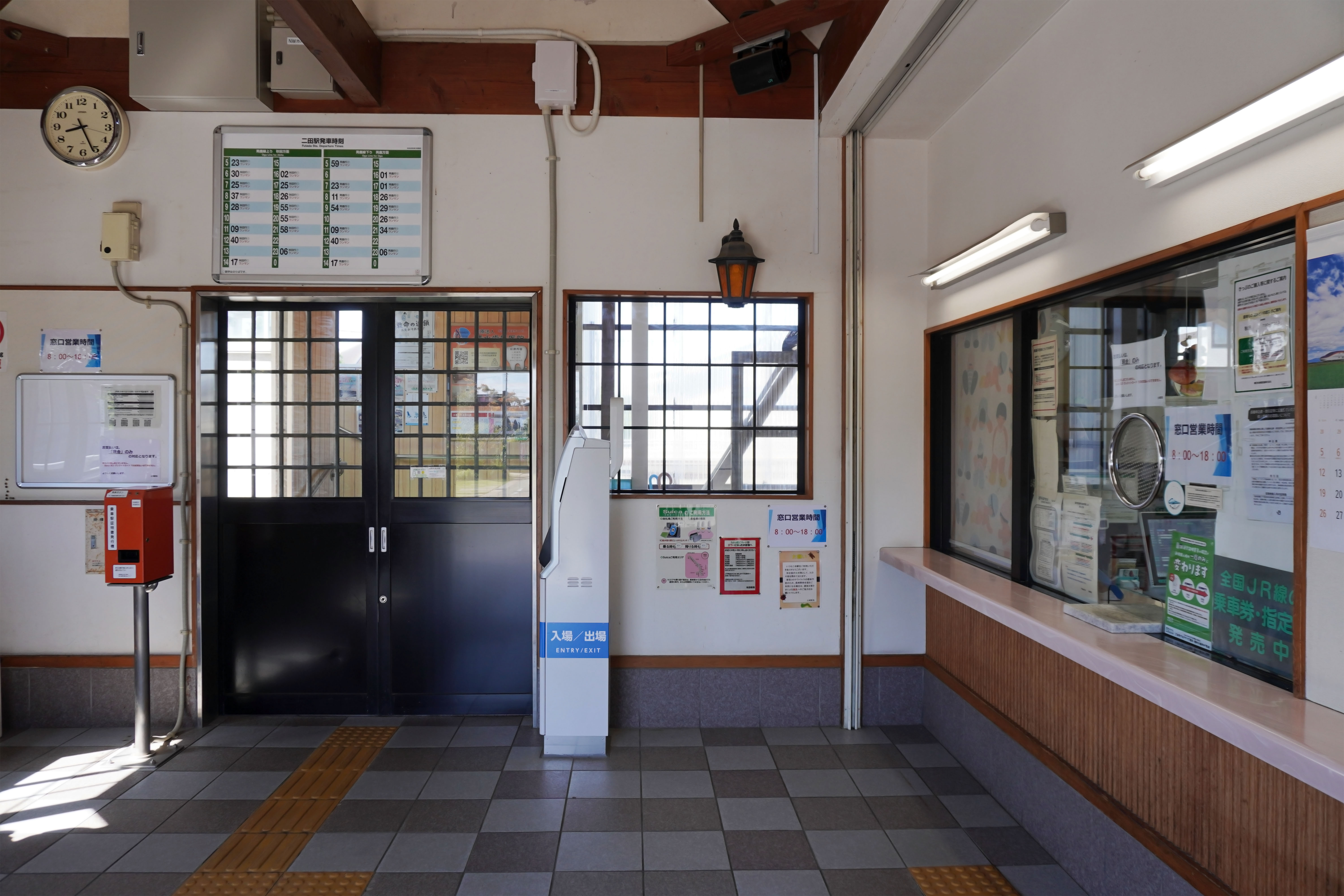
駅舎内（2024年5月）
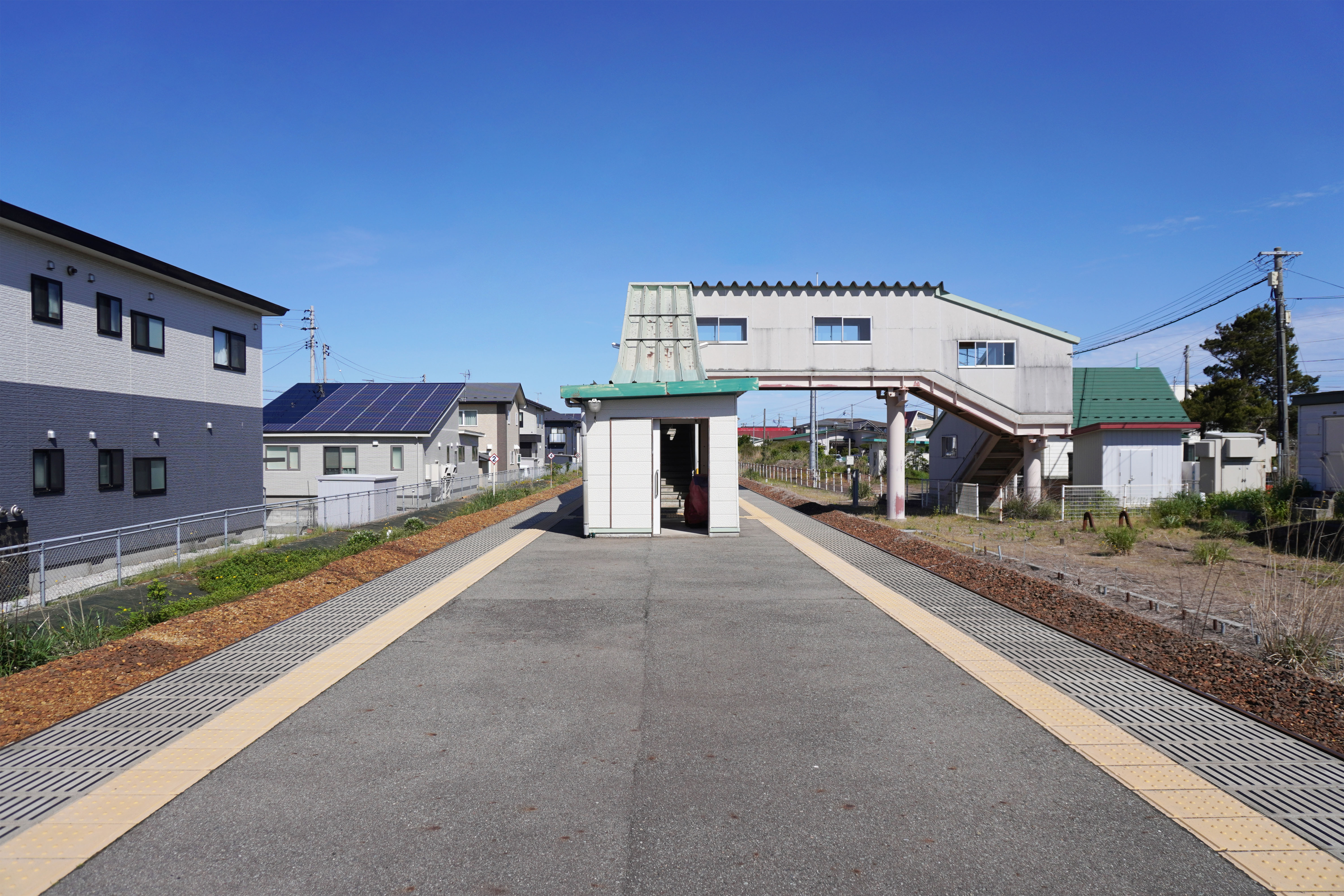
ホーム（2024年5月）

## 利用状況
JR東日本によると、2023年度（令和5年度）の1日平均乗車人員は283人である。
2000年度（平成12年度）以降の推移は以下のとおりである。
| 1日平均乗車人員推移 | 1日平均乗車人員推移 | 1日平均乗車人員推移 | 1日平均乗車人員推移 | 1日平均乗車人員推移 |
| 年度                | 定期外              | 定期                | 合計                | 出典                |
| ------------------- | ------------------- | ------------------- | ------------------- | ------------------- |
| 2000年（平成12年）  |                     |                     | 553                 | [ 利用客数 2 ]      |
| 2001年（平成13年）  |                     |                     | 523                 | [ 利用客数 3 ]      |
| 2002年（平成14年）  |                     |                     | 468                 | [ 利用客数 4 ]      |
| 2003年（平成15年）  |                     |                     | 444                 | [ 利用客数 5 ]      |
| 2004年（平成16年）  |                     |                     | 424                 | [ 利用客数 6 ]      |
| 2005年（平成17年）  |                     |                     | 405                 | [ 利用客数 7 ]      |
| 2006年（平成18年）  |                     |                     | 396                 | [ 利用客数 8 ]      |
| 2007年（平成19年）  |                     |                     | 396                 | [ 利用客数 9 ]      |
| 2008年（平成20年）  |                     |                     | 387                 | [ 利用客数 10 ]     |
| 2009年（平成21年）  |                     |                     | 400                 | [ 利用客数 11 ]     |
| 2010年（平成22年）  |                     |                     | 396                 | [ 利用客数 12 ]     |
| 2011年（平成23年）  |                     |                     | 407                 | [ 利用客数 13 ]     |
| 2012年（平成24年）  | 75                  | 311                 | 386                 | [ 利用客数 14 ]     |
| 2013年（平成25年）  | 75                  | 310                 | 386                 | [ 利用客数 15 ]     |
| 2014年（平成26年）  | 73                  | 276                 | 349                 | [ 利用客数 16 ]     |
| 2015年（平成27年）  | 66                  | 282                 | 349                 | [ 利用客数 17 ]     |
| 2016年（平成28年）  | 65                  | 268                 | 333                 | [ 利用客数 18 ]     |
| 2017年（平成29年）  | 60                  | 253                 | 314                 | [ 利用客数 19 ]     |
| 2018年（平成30年）  | 61                  | 248                 | 309                 | [ 利用客数 20 ]     |
| 2019年（令和元年）  | 58                  | 260                 | 318                 | [ 利用客数 21 ]     |
| 2020年（令和02年）  | 37                  | 253                 | 291                 | [ 利用客数 22 ]     |
| 2021年（令和03年）  | 35                  | 248                 | 283                 | [ 利用客数 23 ]     |
| 2022年（令和04年）  | 37                  | 248                 | 285                 | [ 利用客数 24 ]     |
| 2023年（令和05年）  | 44                  | 239                 | 283                 | [ 利用客数 1 ]      |

## 駅周辺
- 潟上市役所天王出張所（旧天王町役場とは別位置）
- 潟上市立天王図書館
- 潟上市立天王小学校
- 潟上市立天王中学校
- 潟上市天王総合体育館
- 藤原記念病院
- 秋田銀行天王支店
- 秋田信用金庫天王支店
- 秋田なまはげ農業協同組合天王支店
- 天王郵便局
- 秋田県道158号二田停車場線
  - 秋田県道104号男鹿昭和飯田川線
- 国道101号

## 隣の駅
東日本旅客鉄道（JR東日本）
■男鹿線
上二田駅 - 二田駅 - 天王駅

### 記事本文
1. 1 2 3 4  「駅の情報（二田駅）：JR東日本」東日本旅客鉄道。2024年8月29日時点のオリジナルよりアーカイブ。2024年9月8日閲覧。
2. 1 2 3 4 5  石野哲（編）『停車場変遷大事典 国鉄・JR編 Ⅱ』（初版）JTB、1998年10月1日、547頁。ISBN 978-4-533-02980-6。
3. 1 2  「2023年5月27日（土）北東北3エリアでSuicaがデビューします! (PDF)」（プレスリリース）、東日本旅客鉄道盛岡支社／東日本旅客鉄道秋田支社、2022年12月12日。2022年12月12日閲覧。
4. ↑  「北東北3県におけるSuicaご利用エリアの拡大について ～2023年春以降、青森・岩手・秋田の各エリアでSuicaをご利用いただけるようになります～ (PDF)」（プレスリリース）、東日本旅客鉄道、2021年4月6日。2021年4月6日閲覧。
5. ↑  「Suicaエリア外もチケットレスで! 東北エリアから「えきねっとQチケ」がはじまります (PDF)」（プレスリリース）、東日本旅客鉄道、2024年7月11日。2024年8月11日閲覧。
6. 1 2  「JR東日本：駅構内図・バリアフリー情報（二田駅）」東日本旅客鉄道。2024年7月5日閲覧。

### 利用状況
1. 1 2  「各駅の乗車人員 2023年度 101位以下（7）| 企業サイト：JR東日本」東日本旅客鉄道。2025年7月19日閲覧。
2. ↑  「JR東日本：各駅の乗車人員（2000年度）」東日本旅客鉄道。2025年7月19日閲覧。
3. ↑  「JR東日本：各駅の乗車人員（2001年度）」東日本旅客鉄道。2025年7月19日閲覧。
4. ↑  「JR東日本：各駅の乗車人員（2002年度）」東日本旅客鉄道。2025年7月19日閲覧。
5. ↑  「JR東日本：各駅の乗車人員（2003年度）」東日本旅客鉄道。2025年7月19日閲覧。
6. ↑  「JR東日本：各駅の乗車人員（2004年度）」東日本旅客鉄道。2025年7月19日閲覧。
7. ↑  「JR東日本：各駅の乗車人員（2005年度）」東日本旅客鉄道。2025年7月19日閲覧。
8. ↑  「JR東日本：各駅の乗車人員（2006年度）」東日本旅客鉄道。2025年7月19日閲覧。
9. ↑  「JR東日本：各駅の乗車人員（2007年度）」東日本旅客鉄道。2025年7月19日閲覧。
10. ↑  「JR東日本：各駅の乗車人員（2008年度）」東日本旅客鉄道。2025年7月19日閲覧。
11. ↑  「JR東日本：各駅の乗車人員（2009年度）」東日本旅客鉄道。2025年7月19日閲覧。
12. ↑  「JR東日本：各駅の乗車人員（2010年度）」東日本旅客鉄道。2025年7月19日閲覧。
13. ↑  「JR東日本：各駅の乗車人員（2011年度）」東日本旅客鉄道。2025年7月19日閲覧。
14. ↑  「JR東日本：各駅の乗車人員（2012年度）」東日本旅客鉄道。2025年7月19日閲覧。
15. ↑  「各駅の乗車人員 2013年度 ベスト100以外（7）：JR東日本」東日本旅客鉄道。2025年7月19日閲覧。
16. ↑  「各駅の乗車人員 2014年度 ベスト100以外（7）：JR東日本」東日本旅客鉄道。2025年7月19日閲覧。
17. ↑  「各駅の乗車人員 2015年度 ベスト100以外（7）：JR東日本」東日本旅客鉄道。2025年7月19日閲覧。
18. ↑  「各駅の乗車人員 2016年度 ベスト100以外（7）：JR東日本」東日本旅客鉄道。2025年7月19日閲覧。
19. ↑  「各駅の乗車人員 2017年度 ベスト100以外（7）：JR東日本」東日本旅客鉄道。2025年7月19日閲覧。
20. ↑  「各駅の乗車人員 2018年度 ベスト100以外（7）：JR東日本」東日本旅客鉄道。2025年7月19日閲覧。
21. ↑  「各駅の乗車人員 2019年度 ベスト100以外（7）：JR東日本」東日本旅客鉄道。2025年7月19日閲覧。
22. ↑  「各駅の乗車人員 2020年度 101位以下（7）| 企業サイト：JR東日本」東日本旅客鉄道。2025年7月19日閲覧。
23. ↑  「各駅の乗車人員 2021年度 101位以下（7）| 企業サイト：JR東日本」東日本旅客鉄道。2025年7月19日閲覧。
24. ↑  「各駅の乗車人員 2022年度 101位以下（7）| 企業サイト：JR東日本」東日本旅客鉄道。2025年7月19日閲覧。